# Antirracismo

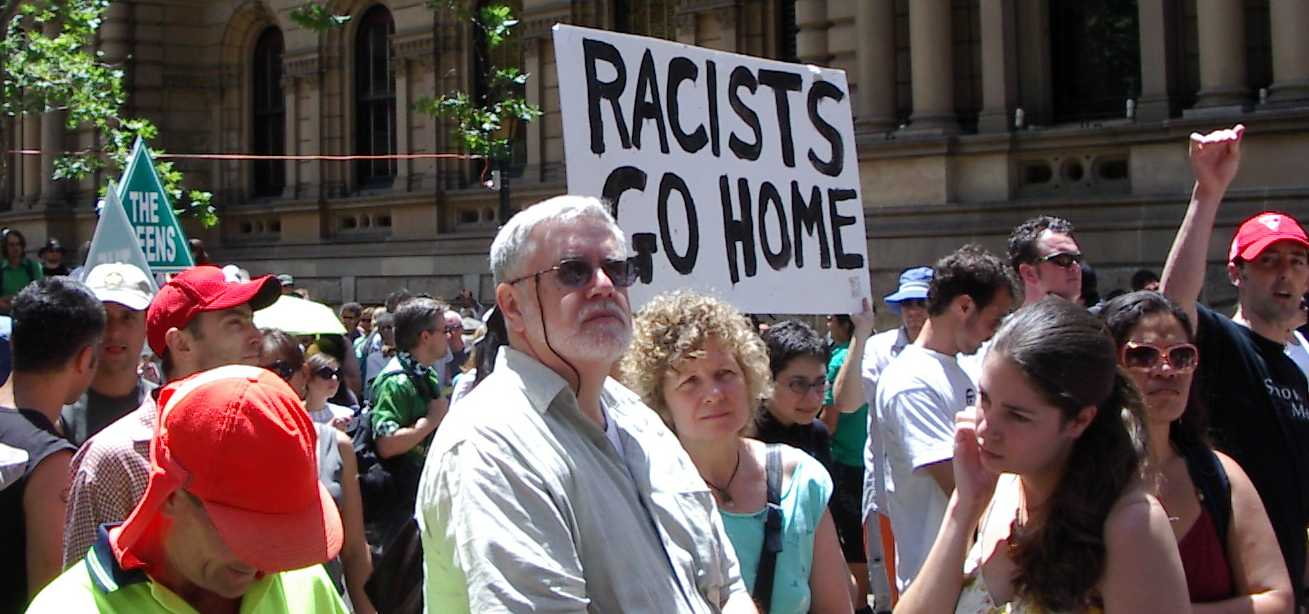
Marcha antirracista en Sídney, Australia.

El antirracismo es una forma de acción para estar en contra del racismo, el racismo sistémico y la opresión hacia a los grupos marginados. Ser alguien antirracista se basa en esfuerzos y acciones conscientes para brindar oportunidades equitativas para todas las personas a nivel individual. Las personas pueden actuar en contra de esos problemas enfrentando a actos de discriminación racial y trabajando para cambiar a los prejuicios raciales personales.

## Orígenes europeos
El racismo europeo se extendió por América junto con la llegada de los europeos,[cita requerida] pero su implementación se puso en duda cuando se empezó a aplicar a los pueblos indígenas. Después del descubrimiento del Nuevo Mundo, gran parte del clero enviado allí, había sido educado en los nuevos valores humanos del Renacimiento, que era un movimiento reciente en Europa y sin ratificar por el Vaticano. Este nuevo clero empezó a criticar a España y a su propia iglesia por su visión de la esclavitud y de los pueblos indígenas.
En diciembre de 1511, Antonio de Montesinos, un fraile dominico español, fue el primer europeo en criticar abiertamente a las autoridades españolas y a los administradores de Hispaniola por su "crueldad y tiranía" en su trato a los indígenas americanos y con aquellos que eran forzados a trabajar como esclavos.
El rey Fernando II de Aragón promulgó las Leyes de Burgos y Valladolid en respuesta. Aun así su aplicación era laxa, y se tuvieron que aprobar las Leyes Nuevas de 1542 para poder aplicarlas con mano dura. Como algunas personas como el Fray Bartolomé de las Casas cuestionaban tanto a la Corona como al Papado por haber puesto en duda en la Junta de Valladolid que los indios eran seres humanos que merecían bautismo, el Papa Paulo III tuvo que confimar en su bula papal Veritas ipsa o Sublimis Deus (1537), que los indios y otras razas podían considerarse hombres de bien, siempre y cuando hubieran sido bautizados.  
El esfuerzo de conversión cristiana cobró impulso junto el auge de los derechos humanos, pero no abordó el reconocimiento de un estatus de iguales para los africanos de raza negra, y prevaleció el racismo social hacia indios o asiáticos en las legislaciones. Sin embargo, se había consolidado el cisma de la Reforma y este posicionamiento sobre el valor de la vida humana de otras razas no caló en el norte de Europa, que se había unido a la carrera colonial según los imperios portugués y español se desvanecían. No sería hasta un siglo más tarde, que bajo el paraguas de la Ilustración y la fuerte influencia del Imperio francés en su pleno apogeo, que estas cuestiones inconclusas, regresaran al primer plano del discurso político defendido por muchos intelectuales desde Rousseau. El cambio de posicionamiento fue calando poco a poco en los niveles sociales más bajos, poblada por hombres y mujeres de razas diferentes a la mayoría racial europea

## Iniciativas cuáqueras

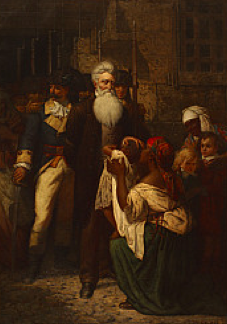
La bendición de John Brown

En 1688, inmigrantes alemanes en Estados Unidos crearon el primer documento con una especie de derechos humanos igualitarios para todo el mundo. Finalmente, este fue puesto aparte y olvidado, siendo redescubierto por el movimiento de abolicionista de Estados Unidos en 1844, nuevamente olvidado alrededor de los años 1940, y una vez más redescubierto en marzo de 2005.
Antes de la Revolución de las Trece Colonias, un grupo pequeño de cuáqueros (de la Sociedad Religiosa de los Amigos incluyendo John Woolman y Anthony Benezet exitosamente persuadieron a los miembros de dicha Sociedad para que liberaran a sus esclavos, desistieran del comercio de esclavos, y crearan políticas unificadas en contra de la esclavitud. Esto hizo que su pequeña denominación religiosa adquiriese alguna autoridad moral para ayudar a empezar el movimiento abolicionista en ambos lados del Atlántico. John Woolman murió de viruela en Inglaterra en 1775, poco después de cruzar el Atlántico de traer su mensaje de antiesclavitud a los cuáqueros de las Islas británicas.
Durante y después de la Revolución de las Trece Colonias, las ministraciones y predicaciones cuáqueras en contra la esclavitud empezó a expandir su movimiento. En 1783, 300 cuáqueros, principalmente del área de Londres, presentaron en el Parlamento británico y con sus firmas, su primer petitorio en contra del comercio de esclavos. En 1785, Thomas Clarkson, matriculado en Cambridge, escribió un ensayo en latín (Anne liceat invitos en servitutem osar (¿Es lícito de esclavizar el sin consentimiento?), leyó los trabajos de Benezet, y realizó gran esfuerzo para prescribir el comercio de esclavo en Inglaterra. En 1787, simpatizantes formaron el Comité para la Abolición del Comercio de Esclavo, un pequeño grupo que podría presionar con más éxito al incorporar anglicanos, quién, a diferencia del cuáquero, podrían legalmente sentarse en el Parlamento. Los doce miembros fundadores incluían nueve cuáqueros y tres anglicanos pioneros: Granville Agudo, Thomas Clarkson, y William Wilberforce – todos cristianos evangélicos.

## Éxitos posteriores
Éxitos posteriores en oposición al racismo estuvo protagonizado por el movimiento abolicionista, tanto en Inglaterra y en Estados Unidos. Aunque muchos abolicionistas no consideraron negros o mulatos como iguales a los blancos, por lo general creían en la libertad y a menudo incluso en el trato igualitario para todas las personas. Unos cuantos, como John Brown, fueron más allá. Brown estaba dispuesto de morir en nombre de, como él dijo, "millones en este país de esclavos cuyos derechos están desatendidos por malvadas, crueles, y promulgaciones injustas..." Muchos abolicionistas negros, como Frederick Douglass, se expresó explícitamente a favor de la humanidad de los negros y mulatos y la igualdad de todas las personas.
Con anterioridad y durante la Guerra de Secesión, el igualitarismo racial en el norte de Estados Unidos adquirió mucho más fuerza y difusión. El éxito de las tropas negras en el Ejército de Unión tuvieron un impacto dramático en el sentimiento del norte del país. La Proclamación de Emancipación fue un ejemplo notable de este cambio en actitudes políticas, a pesar de que no extinguía completamente la esclavitud legal en varios estados. Después de la guerra, el gobierno de Reconstrucción pasó las Decimocuarta y Decimoquinta Enmienda a la Constitución para garantizar los derechos de negros y mulatos. Muchos exesclavos tuvieron acceso a la educación por primera vez. Negros y mulatos también fueron habilitados para votar, el cual significó que afroamericanos fueran elegidos al Congreso en números no igualados hasta que los derechos de votar y la Corte de Warren ayudaron volver a conceder el derecho al voto de los estadounidenses negros. [La cita necesitada]
Debido a las resistencias en el sur de Estados Unidos y un colapso general del idealismo en el norte, la reconstrucción acabó, y dio manera al nadir de relaciones de raza americana. El periodo de aproximadamente 1890 a 1920 vio la reimplementación de leyes de Jim Crow. El presidente Woodrow Wilson, quién consideró la Reconstrucción como un desastre, segregó el gobierno federal. El Ku Klux Klan creció a su cumbre más grande de popularidad y fuerza. El Nacimiento de una Nación de D. W. Griffith era una película sensación.
En 1911 las Primeras razas Universales el congreso conocido en Londres, en qué hablantes señalados de muchos países para cuatro días problemas de carrera discutida y maneras de mejorar las relaciones interraciales.

## Resurgimiento en los Estados Unidos
La oposición al racismo revivió en las décadas de 1920 y 1930. En aquel tiempo, antropólogos como Franz Boas, Ruth Benedict, Margaret Aguamiel y Ashley Montagu se expresaron para la igualdad de humanos y las diversas razas y culturas. Eleanor Roosevelt era fue una figura visible para defender para derechos de minoría durante este periodo. Organizaciones anticapitalistas como los Industrial Workers of the World, el cual obtuvo popularidad durante 1905-1926, era explícitamente igualitario.Con el inicio del Renacimiento de Harlem continuado en la década de 1960, muchos escritores afroamericanos se expresaron con energía en contra del racismo.
Durante el Movimiento de los derechos civiles, la leyes Jim Crow eran abolidas en el sur y los negros ganaron nuevamente el derecho de votar en los estados del sur. Martin Luther King fue una fuerza influyente, y su discurso Yo tengo un sueño es una condensación de su ideología igualitaria.

## Estrategias de intervención antirracista
Cuando las personas de color o las demás minorías experimentan micro agresiones raciales, causa mucho daño a su salud física y mental en los cuáles pueden dirigir a muchas consecuencias negativas en un entorno de trabajo, en su medio ambiente de aprendizaje, y a su sentido global de auto-valor. El trabajo del antirracismo es combatir aquellas microagresiones para eliminar el racismo sistémico al centrarse en acciones en  discriminación y opresión. Manteniéndose en pie en contra todo tipo de discriminación puede ser una tarea agobiante para las personas de color quienes han sido anteriormente apuntó. Aliados blancos y testigos de diferentes nacionalidades son personas que pueden ayudar a las víctimas que sufren de discriminación racial. 
Las microintervenciones antirracistas pueden ser una herramienta usada para actuar en contra discriminación racial.
Las estrategias de microintervención proporcionan las herramientas necesarias para afrontar y educar a los opresores raciales. La táctica concreta incluye revelar los prejuicios o temas ocultos detrás de los actos de discriminación, interrumpir y desafiar el lenguaje opresivo, educar a los delincuentes y conectarse con otros aliados y miembros de la comunidad. Utilizando estas microintervenciones permite al opresor ver el impacto de sus palabras y proporciona un espacio para un diálogo educativo aproximadamente cómo sus acciones pueden oppress personas de color y marginalized grupos.
Las microagresiones pueden ser actos conscientes (donde el perpetrador es consciente de sus acciones racistas), o pueden ser escondidas y metas comunicadas sin la conciencia del perpetrador. Sin perjuicio de si las microagresiones son comportamientos conscientes o inconscientes, la primera intervención antirracista es señalar las maneras que son nocivas para una persona de color. Llamar la atención frente a un acto de discriminación puede ser imperante porque proporciona voz para las personas de color para generar conciencia con sus experiencias vividas y justifica sus sentimientos internos de discriminación.
Las estrategias antirracistas también incluyen afrontar las microagresiones raciales por desafiar externamente y discrepando contra la microagresión que daña a una persona de color. Las microintervenciones como una expresión verbal de "no quiero oír aquella conversión" y los movimientos físicos de desaprobación son maneras de afrontar microagresiones. Las microintervenciones no son utilizadas para atacar otros sobre sus sesgos, pero en cambio suelen dejar el espacio para un diálogo educativo. Educando un perpetrator en sus sesgos pueden abrir arriba de una discusión acerca de cómo la intención de un comentario o la acción pueden tener un impacto dañino. Por ejemplo, las frases como "yo sé que dijiste ese chiste para hace gracia, pero ese estereotipo realmente me hace hecho daño" puede educar una persona en la diferencia entre cual fue la intención y el cómo es dañino a una persona de color. Las estrategias de las microintervenciones antirracistas dan las herramientas para personas de color, aliados blancos, y testigos para combatir las microagresiones y los actos de discriminación.

## Influencia
El igualitarismo ha sido un catalizador para los movimientos feminista, anti-guerra, y antiimperialistas. Henry David Thoreau, opositor a la guerra mexico-estadounidense, por ejemplo, se basó en parte en su miedo que los Estados Unidos utilizaba la guerra como una excusa para expandir esclavitud americana a territorios nuevos. La respuesta de Thoreau fue narrada en su famoso ensayo "Desobediencia Civil", la cual ayudó a promover la exitosa campaña de Gandhi contra los británicos en la India. El ejemplo de Gandhi inspiró el movimiento de derechos civil americano.
James Loewen en Lies My Teacher Told Me señaló: "En el mundo, de África a Irlanda del Norte, movimientos opresivos a las personas continúan utilizando la táctica y las palabras que han tomado prestado de nuestro abolicionismo y los movimientos de derechos civiles." En Alemania del Este, Irán revolucionario, Tiananmen Plaza, y Sudáfrica, imágenes, palabras, y la táctica desarrollada por seguidores de derechos humanos han sido utilizados regularmente y repetidamente.[cita requerida]